# جاس آکلند
جاس آکلند (انگلیسی: Joss Ackland؛ زادهٔ ۲۹ فوریهٔ ۱۹۲۸ - درگذشتهٔ ١٩ نوامبر ٢٠٢٣) بازیگر اهل بریتانیا بود.
از فیلم‌ها یا برنامه‌های تلویزیونی که وی در آن نقش داشته است، می‌توان به کی-۱۹: بیوه‌کن، راهی برای فرار نیست، اسلحه مرگبار ۲، بانو جین، کاوشگران ، شازده کوچولو ، عمل بد، پینوکیو، شور ذهن، گرفته شده از دریا، بلای سفید، نجات پیکاسو، کشتن یک کشیش، نام رمز: کیریل، کِـرِز، هدف از زیبایی، عملیات سپیده‌دم، مسکو صفر، سیسیلی‌ها و هنری هشتم اشاره کرد.